# Carnuntum
Carnuntum was de hoofdstad van de Romeinse provincie Pannonia Superior. Het lag aan de Donau, ongeveer 35 km ten oosten van het huidige Wenen.

## Geschiedenis
De naam Carnuntum heeft een Keltische achtergrond, maar de plaats wordt voor het eerst genoemd als er in 6 n.Chr. een Romeins legerkamp gevestigd wordt. Rond het jaar 40 wordt hier het XVe Legioen gelegerd. In de nabijheid van de militaire vesting ontstaat een civiele stad.
In 106, ten tijde van Trajanus, wordt Carnuntum hoofdstad van de nieuwgevormde provincie Pannonia Superior en daarmee de zetel van een stadhouder. Van Hadrianus krijgt de plaats in 124 de status van municipium (Municipium Aelium Carnuntum). Carnuntum is ook een belangrijke haven voor de Donauvloot.
In 171-173 was Carnuntum het hoofdkwartier van keizer Marcus Aurelius tijdens zijn oorlog tegen de Germaanse stammen ten noorden van de Donau, die deel uitmaakte van de 'limes', de noordelijke grens van het Romeinse Rijk. In Carnuntum schreef hij het derde boek van het Stoïcijnse werk "Ta eis heauton".
De stadhouder Septimius Severus wordt in 193 in Carnuntum door zijn troepen uitgeroepen tot keizer. Kort daarna krijgt de stad de status van colonia (Colonia Septimia Aurelia Antoniniana Carnuntum). Nu volgt een bloeiperiode waarin het inwonertal geschat wordt op zo’n 50.000.
In 308 vindt de Keizersconferentie van Carnuntum plaats tussen Diocletianus, Maximianus en Galerius. Door de bestuurlijke reorganisatie van Diocletianus verliest de plaats echter zijn status als provinciehoofdstad. Later in de vierde eeuw zet het verval in. Rond 430 trekken de Romeinen zich uit Carnuntum terug, waarna de stad door de bewoners verlaten wordt.

## Archeologisch park Carnuntum
Op de locatie van Carnuntum is later geen plaats van betekenis meer ontstaan, de restanten van de stad liggen daarom in een open landschap tussen Petronell-Carnuntum en Bad Deutsch-Altenburg, verspreid over een oppervlak van 10 km².
Tot ver in de 18e eeuw werden de ruïnes gebruikt als steengroeve, pas na 1850 begonnen de opgravingen die tot op heden doorgaan. In 1904 werd in Bad Deutsch-Altenburg het Museum Carnuntinum geopend. Een groot deel van het gebied is door de overheid gekocht en in 1996 ondergebracht in het Archäologischer Park Carnuntum. Te bezichtigen zijn, naast het museum en een vervallen triomfboog (de Heidentor), o.a. de restanten van de amfitheaters en van de thermen.